# 赵立坚
赵立坚（1972年11月10日—），河北唐山人，中华人民共和国外交官，公使外交衔。现任中华人民共和国外交部边界与海洋事务司副司长。
赵立坚本科毕业于长沙铁道学院，1996年开始在外交部工作，曾在外交部亚洲司、中国驻巴基斯坦大使馆、中国驻美国大使馆任职。他两次被派往巴基斯坦，驻巴基斯坦时间总计约八年。2020年，调任外交部新闻司副司长、成为外交部第31任发言人，当时是“战狼外交”的代表人物。2023年1月，转任外交部边海司副司长。

## 履历
赵立坚生于河北省滦南县姚王庄镇，由滦南一中考入长沙铁道学院（现已合并至中南大学）。
1996年，赵立坚加入外交部，在外交部亚洲司五处工作，担任科员、随员，主管巴基斯坦事务。1997年，他随同中国政府特使陈慕华出访巴基斯坦，参加巴基斯坦独立50周年庆祝大会。1999年，他被派任中国驻巴基斯坦大使馆，先后出任随员、三等秘书。2001年，他负责接待朱镕基总理访问巴基斯坦，参加中巴建交50周年庆祝活动。期间他协助中巴两国就合作建设瓜达尔港达成原则协议，并就喀喇昆仑公路的推进做出努力。
2003年，赵立坚回京任职，先后担任中华人民共和国外交部亚洲司三等秘书、二等秘书、副处长、一等秘书。期间，他在2005年2月至12月间攻读韩国开发研究院公共政策与管理学院公共政策专业研究生，获公共政策硕士学位。2009年，他被派往美国，在中国驻美国大使馆担任一等秘书。2010年開設推特账号，透過推特回應關於中國的議題。2013年，任外交部亚洲司一等秘书，后升任处长。同年5月，他陪同李克强总理访问巴基斯坦，两国发表联合声明并签署16项合作议程，推进中巴经济走廊项目。2015年，他再次被派往巴基斯坦，任中国驻巴基斯坦使馆参赞、公使衔参赞。
2019年8月起，赵立坚任外交部新闻司副司长。
2020年2月24日，首次以外交部发言人的身份在外交部蓝厅亮相，成为其第31任发言人。《人民日报》赞扬其表现“火力全开”；其首次登场也在中国互联网上获得支持。
2023年1月，赵立坚调任外交部边界与海洋事务司副司长，这被认为是中华人民共和国政府继续几年前缓和战狼外交行为的标志之一。3月，赵立坚前往廣西東興市调研，期间為中越邊境界碑刷油漆。5月，外交部边界与海洋司副司长赵立坚一行，前往云南省磨憨镇、猴桥镇、片马镇等边境地区，实地踏查边界线，调研国家陆地边界管理与合作工作。

## 社交媒体互动
赵立坚于2010年開通推特账号，是首批在推特上开通个人账号的中国外交官之一，也是推特上最活躍的中國外交官之一。2010年开通初期，其推特名为「穆罕默德·趙立堅」（Muhammad Lijian Zhao），2017年推特名改為「趙立堅」。2019年8月，中国《新民周刊》统计认为，自2010年开推以来，赵立坚已经发了5.1万条推特，平均每天15条。2020年2月，美国自由亞洲電台统计认为，他的發文內容有80%以上是英文推文，5%是中文。當中八成推文都來自轉發，其余为原創內容。2020年2月，赵立坚上任外交部發言人三個月來，其推特追隨者數達到60.4萬人，比外交部發言人的官方推特8.8萬名追隨者多。2019年8月21日，赵立坚开通微博个人账号。最开始用户名为“魔法部之声”，2020年3月改为“赵立坚个人微博”。截至2020年5月1日，其微博粉丝数为是41.1万人。截止2022年12月28日，粉丝数量为754.5万。

## 争议

### 涉疆问题相关言论
2019年7月，赵立坚曾在推特上回应37国对中国新疆政策的支持，并指责西方22国对中国新疆政策的批评。赵立坚称“华盛顿特区的白人从不去东南区，因为那是黑人、拉美裔的地区”。随后美国前国家安全顾问、前驻联合国大使苏珊·赖斯指赵立坚此语涉及种族歧视，双方在該问题上与在推特上展开激烈交锋。赵立坚故被中国媒体称为“网红”、“推特上最红的‘战狼’外交官”。

### 2019冠状病毒病相关言论
2020年3月12日，趙立堅在推特上傳一段关于美国疾控中心主任雷德菲爾德指目前（today）有部分流感患者所患疾病有可能为新冠肺炎的视频。趙立堅同時发布多条推特表示，要求美国解释美国零号病人是在什么时候出现的，要求美方透明、公开数据，并质疑病毒是否可能（might be）由美軍帶入中國武漢。事件引起广泛关注。美国政府其后召见中国驻美国大使表示交涉，批评赵立坚的发言散播阴谋论，“危险且可笑”。中美两国就此事进行了多轮外交回应、交涉与反交涉。4月7日，赵立坚时隔一个月再次主持外交部例行记者会，对日本记者提问新冠病毒源头问题，他回应称他在推特个人账户上提出的疑问“是对前一段时间美国一些政客污名化中国的反应，也反映了中国很多人对这些污名化做法的义愤。”
自2021年开始，赵立坚开始减少发布有关新冠肺炎起源的推文，并于2021年9月3日突然停止了有关帖子的发布。将此事解释为“北京领导人正在重新调整中国的外部信息传递方式，向‘战狼’们发出要逐渐软化言辞的信号”。
2021年12月，赵立坚在外交部例行记者发布会上表示，你们这些外国记者在抗疫期间生活在中国，你们就偷着乐吧。在2022年4月，上海爆发疫情，随后上海市政府宣布封城，部分居民对政府政策与行动不满，赵立坚的“偷着乐”言论引发争议，在中国大陆互联网广泛传播。随后，部分中国大陆网民借中国当局的反美微博话题批评中国政府。目前微博已将反美话题设置为仅蓝V可显示，并将“偷着乐”、“明着乐”以及爱乐之城的英文名称封锁。2022年4月16日，东方卫视综艺节目《爱乐之都》疑似因赵立坚“偷着乐”言论被迫延播改名。
2022年4月20日，外交部發言人趙立堅在新浪微博的認證帳號，轉發了一篇環球網的評論文章，並發佈一條消息，稱“上海的疫情與美國相比微不足道”。評論區有網民指責趙立堅粉飾抗疫困境、無視上海人民的苦痛。

### 对美国封杀TikTok事件的相关言论和余波
2020年8月28日，赵立坚在推特上对特朗普威胁要在45天内禁止中国短视频手机应用抖音海外版TikTok警告说，「如果美国禁止中国的微信，苹果产品就可能在中国遭到抵制」。法国国际广播电台等媒体质疑赵立坚的有关发推下方显示“Twitter for iPhone”，表明他使用的是苹果手机，而并非其他中国国产手机，反讥赵立坚“口嫌体正直”。

### 对澳大利亚战争罪指控的回应

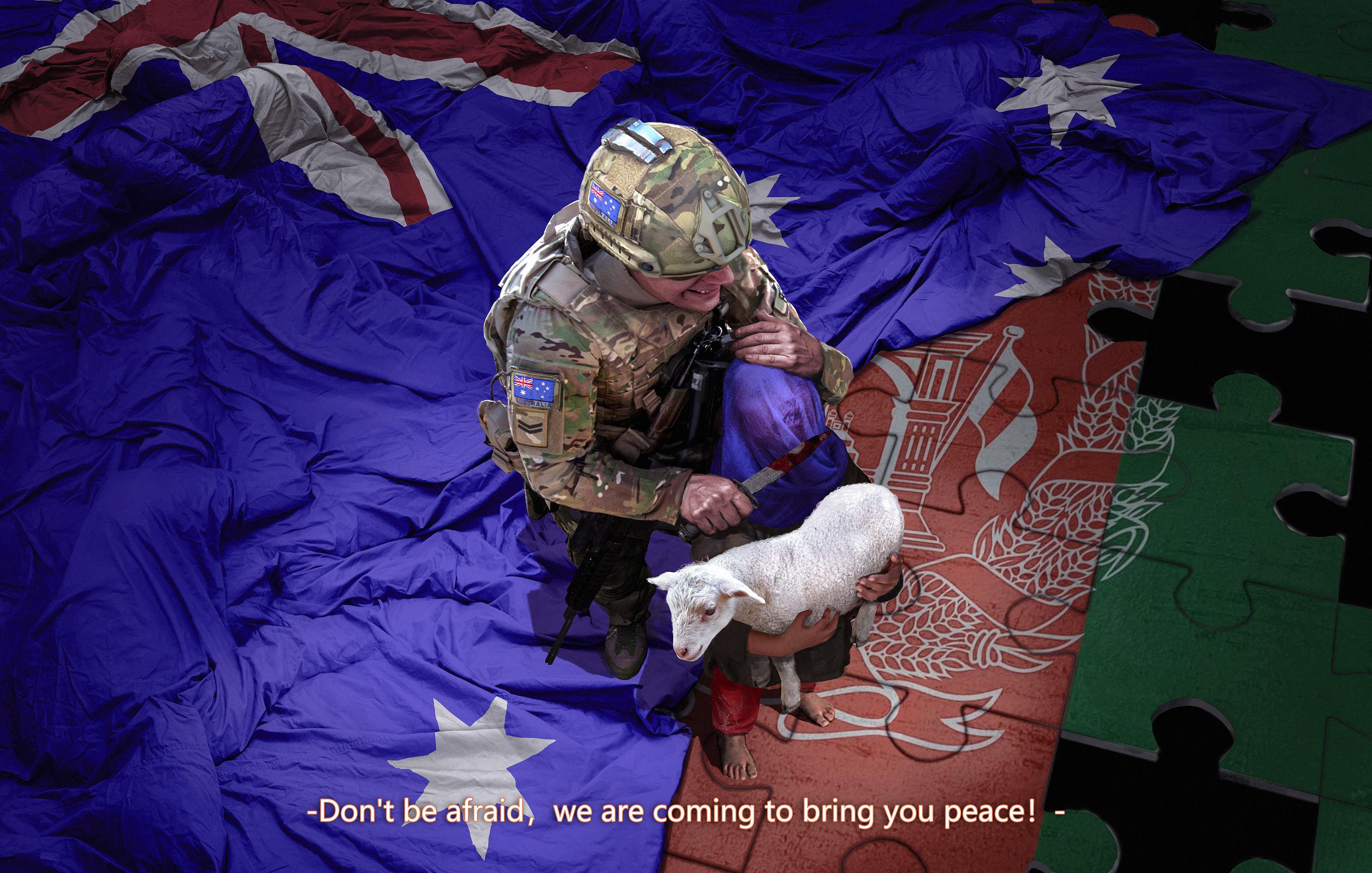
乌合麒麟的作品《和平之师》

2020年11月30日，赵立坚在推特上发布了一则推文，对最近澳大利亚造成阿富汗39名平民死亡、多人受虐的战争罪指控报告中，表達震驚和谴责，敦促澳大利亚进行深入调查，并附上一张自稱“戰狼畫手”的中国网络画家“乌合麒麟”用CG技术创作的讽刺漫画《和平之师》。作品内容为一名澳大利亚士兵站在巨大的澳大利亚国旗上用刀架在一名抱着绵羊的阿富汗少年的喉咙；澳大利亚国旗覆盖着士兵身后的尸体及残缺的阿富汗国旗拼图，并有一角包住少年的头部，作品下方标有英文字幕“Don't be afraid, we are coming to bring you peace!”。
同日，澳大利亚总理斯科特·莫里森在记者发布会上，表示赵立坚发布伪造和挑衅性的图片，此举完全令人发指，批评中華人民共和国政府应该为分享这种“令人反感”的文章感到羞耻，并要求其道歉。澳大利亚驻华使馆官方微博也認為趙立堅的推特配图是伪造照片。澳大利亚两位前总理約翰·霍華德和托尼·阿博特以及朝野议员支持总理莫里森的评论，并谴责有关作品是无端和具有煽动性，作为一个国家都会谴责它。澳大利亚外交部长马里斯·佩恩表示，这是在她职业生涯中所目睹的社交媒体恶意传播假消息的例子中，是最「恶劣」的一个例子。随后，赵立坚将该条推文置顶。
中華人民共和国外交部发言人、新闻司司长华春莹随后在同日记者会上指出，澳大利亚一些軍人在阿富汗犯下嚴重罪行，這是澳媒體自己報道出來的，也得到澳國防部調查報告確認，澳大利亚对该国军人在阿富汗残杀无辜的行为不觉得羞耻，反而谴责他人对此行为的指责，是“不成熟、不理智的”。华春莹也表示她不了解图片作者是谁，但认为作者反映的是很多人對澳大利亚媒體曝光的一些澳軍人在阿富汗殘殺無辜平民、特別是以如此凶殺手法殺害阿富汗兒童的一種憤慨。12月1日，華春瑩再表示“澳方的指责本身就是虚假的，因为网上流传的不是照片，是中国一名年轻人用电脑绘制的插画”，“这张插画依据的是澳大利亚国防部已经证实的调查报告，虽然是画，但反映的是事实”。

乌合麒麟作品《致莫里森》

网络画家“乌合麒麟”在11月30日接受采访时，除了呼吁莫里森“面对现实、处理好本国问题、整顿驻外部队风气，不应把重点放在谴责别国作者基于事实的创作上”之外，也表态会继续作画。12月1日晚间，“乌合麒麟”就澳方要求中方道歉一事发布漫画《致莫里森》。
此外，中國大陸的環球時報、人民日報也發文批評澳在阿富汗的行為，澳大利亚《每日电讯报》則發布坦克人照片予以回擊，並指出坦克人才是真照片。美國推特公司則收到来自澳方的屏蔽該推文要求。推特雖未隐藏赵立坚的推文，但已将其所发的图片标记为敏感内容，并将赵立坚的帐户标记为「官方政府帐户」。12月1日晚，莫里森的官方微信公众号发文批評赵立坚發佈的圖片，在12月2日傍晚，「微信公眾平台運營中心」顯示莫里森發佈的文章因「歪曲歷史事件、混淆公眾視聽」而無法查看。

### 兩岸關係
2021年3月17日，針對中華民國國防部表示，美國將向台灣自製防禦潛艦提供關鍵技術設備，趙立堅表示：我們敦促美方充分認識台灣問題的高度敏感性，恪守『一個中國』原則和中美『三個聯合公報』規定，停止美台官方往來，不向台獨分裂勢力發出任何錯誤信號，不要試圖突破中方底線，慎重妥善處理涉台問題，以免嚴重損害中美關係和台海和平穩定。
2021年9月2日，趙立堅在推特一篇貼文中使用了將台灣與中華人民共和國分開地圖，引发争议。

### 福岛核污水排放相关发言
2021年4月26日，针对日本福岛核废水排放的举动，赵立坚将中国大陸插画师绘制的《神奈氚沖浪裏》插画（恶搞自日本画家葛饰北斋名画《神奈川沖浪裏》）在推特置顶，此举引发日本民众及政府官员的强烈不满及抗议。

### 叙利亚战争图片使用问题
2022年1月24日，赵立坚于推特发布四张自称为阿富汗战争的图片，并指责其为美国20年战争带给儿童的灾难。而原图片摄影师Ali Haj Suleiman于2022年1月28日澄清，图片上的内容为叙利亚政权与俄罗斯军队给儿童导致的灾难。趙立堅在1月28日刪除了文章。攝影師在接受訪問時表示，除了趙立堅，另一名中國外交部發言人華春瑩也照抄、發送錯誤訊息。他很生氣中國官員沒有獲得允許就使用這些照片，而且扭曲了事實，趙立堅事後沒有做出任何聯繫，也沒有道歉。

### 涉俄乌战争相关争议言论
2022年3月8日，赵立坚指控「美駐烏使館已緊急刪除涉及美國在烏克蘭的生物實驗室的信息」。同月14日，赵立坚再度作出相同指控，BBC記者詢問時稱網站文件還在、可以提供網站連結，赵立坚没有進一步回應。
2022年3月18日，赵立坚指责美国于俄罗斯入侵乌克兰期间向乌克兰援助武器，并声称美国援助武器会造成更多乌克兰平民伤亡。而乌克兰副总理韦列舒克于脸书反驳赵立坚言论称乌克兰需要防空设施保卫平民的天空，需要枪炮保卫自己的领土，并认为赵立坚的言论轻佻，配不上一个受人尊敬的大国地位。

### 其他争议
據媒體報導，2020年2月25日趙立堅被發現在自己Twitter官方認證帳號关注前日本AV女優蒼井空。
2022年8月9日，趙在推特發文稱「中國在非洲分享測繪技術。」、「美國在非洲提供射擊訓練。」並配圖。據美國之音報道，該幅美軍訓練圖是美軍訓練非洲联盟驻索马里特派团成員圖片。

## 家庭
他的妻子湯天如是民营企业家，现任巴基斯坦伊斯兰堡一家中资企业的总经理，并在当地开办了进出口贸易公司与家具生产厂。据中国经济网报道，2018年11月，中国驻卡拉奇总领事馆遭受恐怖袭击后，汤天如率先发起募捐，赵立坚率先捐款人民币2,000元。